# Arthur Hodüm
Arthur Hodüm (Brugge, 9 februari 1902 - 4 september 1974) was een Belgisch rooms-katholiek priester en historicus.

## Levensloop
Arthur Gabriël Lodewijk Hodüm was de zoon van Gustave Hodüm (1870-1954) en Juliette De Jode. Zijn vader was achtereenvolgens advocaat, griffier en referendaris bij de handelsrechtbank in Brugge, raadsheer bij het hof van beroep in Gent (1914). Hij werd later raadsheer in het Hof van Cassatie, waar hij in 1945 eindigde als voorzitter. Arthur liep school in het Sint-Lodewijkscollege in Brugge, maar vanwege de verhuizing van het gezin naar Gent, voltooide hij de humaniora in het Sint-Barbaracollege van de jezuïeten. Na de retorica volgde hij cursussen aan de Rijksuniversiteit Gent.
In 1920 trad hij binnen in het seminarie in Roeselare en in 1922 in het Grootseminarie in Brugge. Hij werd in Brugge priester gewijd in 1926 en vervolgde zijn studies aan de Katholieke Universiteit Leuven, waar hij in 1928 tot doctor in de wijsbegeerte en letteren promoveerde. Hij werd onmiddellijk tot professor in de kerkgeschiedenis, methodeleer en opvoedkunde benoemd aan het Grootseminarie, in opvolging van Albert Dondeyne. In 1934 volgde hij ook nog president Kamiel Callewaert op als professor in de liturgie. Daarenboven was hij ook bibliothecaris en archivaris. In 1942 werd hij erekanunnik.
Na een korte periode van enkele maanden lectoraat aan het Hoger Instituut voor Godsdienstwetenschappen in Leuven, werd Hodüm in december 1945 tot pastoor van de Sint-Jacobsparochie benoemd. Van 1953 tot 1970 was hij ook deken, opeenvolgend van Brugge-Rand en van Brugge-Stad. Hij bleef nauw verbonden met het Tijdschrift voor Liturgie en met het Apostolaat voor Kerkelijk Leven, beide gevestigd in de abdij van Tongerlo.
In januari 1970 bekwam hij eervol ontslag als pastoor. Hij bleef zijn laatste levensjaren actief met het leiden van studiekringen en het geven van conferenties over de H. Schrift en de kerkgeschiedenis.
Arthut Hodüm was bestuurslid van het Genootschap voor Geschiedenis te Brugge vanaf 1930. Hij was er penningmeester van 1930 tot 1970 en ondervoorzitter vanaf 1970.

## Publicaties
Arthur Hodüm publiceerde 130 artikelen over geschiedenis en liturgie. Hij schreef die in het Nederlands, het Frans en het Latijn. Enkele daarvan waren:
- Het Groot Seminarie van Brugge van 1833 tot 1933, in: Collationes Brugenses, 1934.
- De kloosterhervorming van Arnulf de Grote in Vlaanderen, in: Collationes Brugenses, 1945.
- Pastoors van het Brugse Vrije in de XVIe eeuw, in: Album Michiel English, 1952.
- Oorsprong van de Broederschap van O. L. Vrouw Presentatie in de Sint-Jacobsparochie te Brugge, in: Handelingen van het Genootschap voor Geschiedenis te Brugge, 1954.